# Nicolas Berger

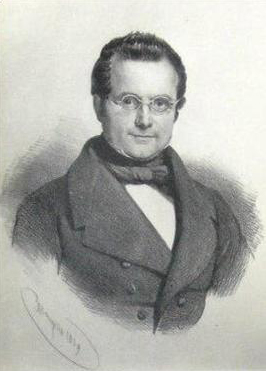
Portret van Nicolas Berger door Charles Baugniet.

Nicolas Berger (Roodt-sur-Syre, Groothertogdom Luxemburg, 2 januari 1800 - Aarlen, 8 april 1883) was lid van het Belgisch Nationaal Congres, volksvertegenwoordiger, magistraat en bankier. 

## Levensloop
Berger was een zoon van de postmeester Nicolas Berger en van Ange Weydert. Hij trouwde in 1823 met Catherine Reuter. Hij volbracht zijn humaniorastudies in Luxemburg en zijn rechtenstudies aan de universiteit in Luik, waar hij in 1822 het doctoraat in de rechten verwierf.  
In 1822 werd Berger advocaat in Luxemburg en in 1829 vrederechter. Na 1830 werd hij opeenvolgend rechter (oktober 1830), onderzoeksrechter (november 1830), ondervoorzitter van de rechtbank (oktober 1832) en voorzitter van de rechtbank van eerste aanleg (juli 1837) in Aarlen en dit tot in 1868.
In 1830 werd hij door de kiezers van het arrondissement Aarlen verkozen als plaatsvervangend lid voor het Nationaal Congres. Voor dit arrondissement waren verkozen: Jean-Baptiste Thorn en Jean-Baptiste Nothomb (die ook in Grevenmacher gekozen was). Thorn koos voor Luxemburg en Nothomb voor Aarlen. Twee andere plaatsvervangers, Tinant en Charles Metz aanvaardden niet, zodat men beroep deed op Berger. Het wat ingewikkelde spel van al dan niet verkozen zijn en al dan niet aanvaarden, nam wat tijd in beslag, zodat het pas op 10 december was dat Berger zijn intrede deed in het Congres. Hij bleef er in stilte de debatten volgen en stemde telkens met de meerderheid: voor de kandidatuur van de hertog van Nemours, voor het regentschap van Surlet de Chokier, voor de kandidatuur van Leopold van Saksen-Coburg, voor de aanvaarding van het Verdrag der XVIII Artikelen.
Hij werd vervolgens verkozen voor het arrondissement Luxemburg als liberaal lid van de Kamer van Volksvertegenwoordigers en zetelde er van 1831 tot 1839. Toen het Verdrag der XXIV Artikelen in 1838 ook door koning Willem I werd aanvaard, was Berger lid van de gemeenschappelijke Commissie voor de grensafbakeningen tussen België en Luxemburg. Hij slaagde erin Martelange en de randgemeenten van Aarlen voor België te behouden. Nadien verdween hij uit de Belgische politiek.

## Bankier en industrieel
In die tijden van verrassende cumuls, was Berger bijna tien jaar rechter en parlementslid geweest. Nu werd hij gedurende dertig jaar tegelijk rechter en bankier, alsook industrieel. 
Hij stichtte in Aarlen de Banque Berger en werkte tevens mee aan het besturen van de Société des Forges de Sarrebrück, een van de drie vennootschappen die in 1911 zouden samengevoegd worden onder de naam ARBED. Hij stichtte ook de Société en commandite Berger frères et Cie, met hemzelf als hoofdaandeelhouder en met als aandeelhouders zijn vrouw, zijn zoons François en Jean Baptiste, zijn schoonzoons Adolphe Tesch, Odon Dury en Victor Tedesco.
Berger werd bij een aantal vennootschappen van naderbij betrokken:
- bestuurder van de Société industrielle luxembourgeoise;
- commissaris van de Union des Papéteries du Prince et du Pont d'Oye;
- bestuurder van de Société Luxembourg et Forges de Sarrebrück;
- bestuurder van de Hauts Fourneaux d'Athus.

## Kinderen
Uit het huwelijk met Catherine Reuter kwamen de volgende kinderen voort, die samen met de vader vele zakelijke activiteiten ondernamen:
- Auguste Berger (° 1823), advocaat en vervolgens rechter bij de rechtbank van Eerste aanleg in Dinant.
- Anne Angélique (° 1825) getrouwd in 1849 met Adolphe Tesch, notaris in Messancy, broer van Victor Tesch, zoon van Jean Frédéric Tesch en Marie-Cécile Nothomb.
- Eugénie (° 1827), getrouwd met Victor Tedesco, advocaat in Aarlen, voorzitter van de provincieraad in Luxemburg.
- François (° 1828), zakenman en spilfiguur in de Banque Berger.
- Thérèse (° 1829), getrouwd met Odon Dury, bankier en zakenman, later arrondissementscommissaris in Marche.
- Jean-Baptiste (° 1831), bankier, zeer actief in de commerciële en industriële activiteiten van de familie; hij was de bestuurder van de bank Berger Frères op het ogenblik dat in 1886 een concordaat werd verleend, dat op een faillissement uitdraaide.
- Fortunat (° 1833), getrouwd in 1861 met Eugénie Hollenfeltz, dochter van burgemeester Pierre Hollenfeltz; hij was eerste legerofficier en kwam zich later in Aarlen vestigen als medebestuurder van de familiale bank.
- Anne-Adélaide, getrouwd met André Lambinet, notaris in Virton.
- Virginie getrouwd met Victor Schoren.